# 蒂尔施内克
蒂尔施内克是德国图林根州的一个市镇。总面积2.74平方公里，总人口110人，其中男性56人，女性54人（2011年12月31日），人口密度40人/平方公里。